# بمبیدرستروف
بومبیدرستروف (به فرانسوی: Bambiderstroff) یک کمون در فرانسه است که در Canton of Faulquemont واقع شده‌است.

## خصوصیات
بومبیدرستروف ۱۱٫۰۵ کیلومترمربع مساحت و ۱٬۰۲۴ نفر جمعیت دارد و ۳۲۵ متر بالاتر از سطح دریا واقع شده‌است.